# 実入バイパス
実入バイパス（みいりバイパス）は、千葉県鴨川市に整備されている国道128号のバイパス道路である。
2019年（令和元年）10月25日に開通。

## 概要
天津バイパスの終点より、既存の旧国道の実入トンネルを山側の北へ迂回する形で、小湊方面へと入る計画である。

### 要目
- 起点 : 鴨川市天津（天津バイパス終点付近）
- 終点 : 鴨川市内浦（県民の森公園入り口交差点付近）
- 全長 : 0.9 km
- 構造物 : 「新実入トンネル」688 m
- 車線 : 2車線

### 計画に至るまで
実入バイパス計画まで至るまでの原因を以下に列挙する。
- 現道の実入トンネルは供用後約50年が経過し老朽化が著しい[2]。
- 内部幅員が狭く前後が急カーブであり、大型車両の離合が困難[2]。
- 2003年（平成15年）と2004年（平成16年）には2年連続して大雨による土砂災害で交通が完全に遮断され大きな支障をきたした[2]。
- 国道128号は外房地区の基幹道路であり、鴨川市内にある高度医療施設への広域的なアクセス道路として重要な役割を担い、災害時の「緊急輸送道路ネットワーク（一次路線）」にも指定されている。

そのため、地元の市や市議会、観光協会などが国土交通省へ建設を依頼した。事業期間は2009年（平成21年）度から2018年（平成30年）度までで、総事業費は27億円とされている。

## 補足
- 実入トンネルの歩道トンネルはトンネル水族館としても有名。
- 2016年（平成28年）12月 : 着工。
- 2017年（平成29年）10月 : 貫通[3]。
- 2018年（平成30年）3月 : 主なトンネル掘削工事が完了。